# Lilian Fontaine
Lilian Augusta Ruse (Reading, 11 giugno 1886 – Santa Barbara, 20 febbraio 1975) è stata un'attrice britannica.
Il 30 novembre 1914 si sposò con Walter Augustus de Havilland, dal quale ebbe due figlie: le attrici Olivia de Havilland e Joan Fontaine.
La coppia divorziò il 23 febbraio 1925 e Lillian nel mese di aprile dello stesso anno, si risposò con George Milan Fontaine e visse con lui fino alla sua morte, avvenuta nel 1956.
Lilian Fontaine morì di cancro il 20 febbraio 1975 a Santa Barbara, in California.

## Filmografia

### Cinema
- Giorni perduti (The Lost Weekend), regia di Billy Wilder (1945)
- Il segreto del medaglione (The Locket), regia di John Brahm (1946)
- Mia moglie capitano (Suddenly, It's Spring), regia di Mitchell Leisen (1947)
- Prigionieri del destino (Time Out of Mind), regia di Robert Siodmak (1947)
- La donna di quella notte (The Imperfect Lady), regia di Lewis Allen (1947)
- La sfinge del male (Ivy), regia di Sam Wood (1947)
- La grande nebbia (The Bigamist), regia di Ida Lupino (1953)

### Televisione
- Waterfront - serie TV, 1 episodio (1954)
- Public Defender - serie TV, 1 episodio (1955)
- Studio 57 - serie TV, 1 episodio (1955)
- Schlitz Playhouse of Stars - serie TV, 1 episodio (1955)
- Passport to Danger - serie TV, 1 episodio (1956)
- Hawkeye and the Last of the Mohicans - serie TV, 1 episodio (1957)
- Telephone Time - serie TV, 1 episodio (1957)

## Doppiatrici italiane
- Giovanna Scotto in Giorni perduti
- Maria Saccenti in Il segreto del medaglione
- Laura Carli in La sfinge del male